# Jerzy Widawski
Jerzy Widawski (ur. 29 lutego?/12 marca 1896 w Kijowie, zm. ?) – pilot sportowy, instruktor, pilot doświadczalny i automobilista.

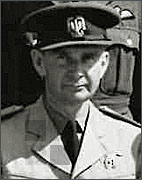
Jerzy Widawski, c. 1940

## Biogram

### Młodość
Urodził się w rodzinie Konstantego i Heleny Widawskich. W roku 1917 zdał egzamin maturalny w 8-klasowej szkole średniej w Kijowie i zapisał się na Wydział Budowy Maszyn na politechnice kijowskiej. W tym samym roku rozpoczął naukę w szkole mechaników lotniczych 3 Awiacyjnego Parku, którą ukończył po 5 miesiącach.

### W Wojsku Polskim
Po wybuchu rewolucji w Rosji wycofał się z wojska i wyjechał do Warszawy. Po przybyciu na miejsce, w październiku 1918 roku, zapisał się na Politechnikę Warszawską. W listopadzie 1918 roku brał udział w rozbrajaniu Niemców, a 11 listopada wstąpił do Wojska Polskiego jako mechanik lotniczy. Służbę rozpoczął w 1 kompanii Lotniczego Baonu Uzupełnień. Od 6 stycznia do 5 marca 1919 r. służył w 7 eskadrze myśliwskiej działającej na froncie lwowskim. Następnie został odkomenderowany do 4 eskadry wywiadowczej, przydzielonej do Dywizji Litewsko-Białoruskiej, jako szef warsztatów i obserwator lotniczy.
1 czerwca 1919 został awansowany do stopnia sierżanta i skierowany na naukę pilotażu w nowo utworzonej szkole lotniczej w Warszawie, tzw. Francuskiej Szkole Pilotów. Nowemu przydziałowi towarzyszy mianowanie na podchorążego (25 sierpnia). Naukę w szkole pilotażu zakończył 17 lutego 1920, następnie został skierowany na kurs w Wyższej Szkole Lotniczej w Poznaniu, który ukończył 30 maja 1920 i został skierowany do Francuskiej Szkoły Pilotów, w międzyczasie przeniesionej do Dęblina i przemianowanej na Wojskową Szkołę Lotniczą. W szkole pełni funkcję instruktora lotniczego, jednocześnie jest także szefem dywizjonu dziesięciu samolotów Nieuport, nadzoruje też pracę 20 mechaników obsługujących maszyny. Wraz z trzema innymi instruktorami zajmuje się szkoleniem lotniczym od 15 do 20 przyszłych pilotów. Jednocześnie zdobywa pierwsze doświadczenia w lotach doświadczalnych testując w locie nowo wyremontowane samoloty. Po zakończeniu wojny polsko-bolszewickiej, 5 maja 1921 wziął bezterminowy urlop z wojska i został przeniesiony do rezerwy w stopniu podchorążego rezerwy.

### W przemyśle zbrojeniowym
Już 11 czerwca 1921 zatrudniła go spółka Francopol (Francusko-Polskie Zakłady Samochodowe i Lotnicze), która pod Warszawą miała wybudować fabrykę lotniczą i dostarczać dla polskiej armii myśliwce i bombowce, jednak pracy nie rozpoczął a już 20 czerwca rozpoczął pracę w warszawskiej fabryce amunicji „Pocisk”. Początkowo był technikiem warsztatowym, następnie awansował na sekretarza wicedyrektora fabryki. W związku z uruchomieniem działalności Francusko-Polskich Zakładów Samochodowo-Lotniczych pracuje tam od 20 maja 1922 do marca 1923. W tym czasie otrzymał propozycję podjęcia pracy pilota oblatującego w Centralnych Zakładach Lotniczych na lotnisku mokotowskim.

### Pilot doświadczalny
W okresie od 14 maja 1923 do 23 czerwca 1923 odbył ćwiczenia wojskowe rezerwy swojego rocznika. 1 maja 1925 został wysłany przez Departament IV MSWojsk do Francji w celu przygotowania technicznego samolotów na rajd generała Zagórskiego z Francji do Polski. Po powrocie do kraju 5 września 1925 objął stanowisko kierownika technicznego sekcji doświadczalnej przy Centrali Badań Lotniczych na Mokotowie. Na stopień podporucznika został mianowany ze starszeństwem z 1 lipca 1925 i 7. lokatą w korpusie oficerów rezerwy aeronautyki. W 1934 posiadał przydział w rezerwie do 6 pułku lotniczego we Lwowie. Na stopień porucznika został mianowany ze starszeństwem z 19 marca 1939 i 3. lokatą w korpusie oficerów lotnictwa.
10 września 1926 ustanowił na samolocie myśliwskim Blériot-SPAD S.61 rekord Polski w prędkości lotu wynoszący 255 km/godz., a 15 września tego roku przy starcie z obciążeniem 1608 kg rekord czasu wznoszenia na 6000 metrów wynoszący 13 minut i 34 sekundy. Był współzałożycielem Aeroklubu Akademickiego w Warszawie, poprzednika Aeroklubu Warszawskiego. Gdy w 1928 roku aeroklub otrzymał od Ligi Obrony Powietrznej i Przeciwgazowej trzy samoloty typu Caudron G.III wraz z subwencją w wysokości 9000 złotych, Widawski został pierwszym kierownikiem utworzonej przy aeroklubie Szkoły Pilotów, do końca 1929 przeszkolił sześciu pierwszych pilotów. Wszedł również w skład zarządu Aeroklubu Warszawskiego jako jego wiceprezes.
Jeszcze przez zamachem majowym nawiązał współpracę z Państwowymi Zakładami Lotniczymi (PZL) jako pilot doświadczalny. 26 kwietnia 1926 wykonał pierwszy lot na pierwszym zbudowanym w PZL egzemplarzu całkowicie metalowego samolotu myśliwskiego Wibault 70C1. Następnie oblatywał praktycznie wszystkie prototypy przygotowywane przez PZL. Między innymi w sierpniu 1934 wykonał pierwszy lot na prototypie samolotu PZL.23/I Karaś, we wrześniu 1934 oblatał samolot pocztowo-komunikacyjny PZL.27, a 13 grudnia 1936 wykonał pierwszy lot na prototypie samolotu bombowego PZL.37/I Łoś. Sprawdzał w locie również kolejne wersje tego samolotu wyposażone w inne silniki. W kwietniu 1938 wykonał pierwszy lot na prototypie dwusilnikowego samolotu myśliwskiego PZL.38 Wilk, a następnie próbę szybkości na wysokości 100 metrów nad ziemią. W czerwcu 1938 przeprowadził w Grecji obloty dostarczonych tam samolotów PZL.24 G. W sierpniu 1938 wykonał pierwszy lot na prototypie samolotu PZL.46/I Sum. W lutym 1939 wykonał pierwszy lot na prototypie nowego samolotu myśliwskiego w układzie dolnopłata PZL.50/I Jastrząb. W dniu 4 lipca 1939 wykonał pierwszy lot na zmontowanym w nowo wybudowanych zakładach PZL WP-2 w Mielcu samolocie PZL.37 Łoś (o numerze fabrycznym 72.193). Miał opinię spokojnego i zrównoważonego pilota szanowanego przez konstruktorów, którym dostarczał praktycznych informacji.

### II wojna światowa
Po wybuchu II wojny światowej uczestniczył w ewakuacji prototypowych samolotów z zagrożonej nalotami niemieckimi Warszawy. 6 września 1939 podczas przelotu na małej wysokości z lądowiska w Popowie Kościelnym do Lwowa wskutek braku paliwa zmuszony był lądować w przygodnym leśnym terenie w okolicach Rawy Ruskiej. Samolot został uszkodzony, ale sam Widawski wyszedł szczęśliwie bez szwanku.
Podczas wojny znalazł się w Wielkiej Brytanii, gdzie wstąpił do Polskich Sił Powietrznych (otrzymał numer służbowy 76643). Nie dostaje jednak przydziału bojowego i jako pilot Atlantic Ferry Transport Organization przez całą wojnę zajmował się dostarczaniem samolotów z Kanady trasą transatlantycką. Szkolił także pilotów dla RAF w ośrodku szkoleniowym RCAF Jarvis w Kanadzie.

### Na emigracji
Wojnę zakończył w polskim stopniu kapitana i w stopniu Flight Lieutenant w ramach Royal Air Force. 7 maja 1946 zakończył służbę w Polskich Siłach Powietrznych.   Od 1947 roku mieszkał w Kanadzie. Na początku lat 80. korespondował z polskim historykiem Edwardem Malakiem.

## Ordery i odznaczenia
- Medal Lotniczy – dwukrotnie
- brytyjski Krzyż Sił Powietrznych